# Premios Nacionales de Teatro (Costa Rica)
Los Premios Nacionales de Teatro, son los máximos galardones a la labor teatral en Costa Rica. Es otorgado por el Gobierno de la República mediante el Ministerio de Cultura y Juventud y coordinado por la Dirección Nacional de Cultura.
Forma parte de los Premios Nacionales de Cultura establecidos mediante la ley 9211.

## Ganadores
Lista de Ganadores 2009
| Categoría   | Ganador                                                          |
| ----------- | ---------------------------------------------------------------- |
| Mejor Grupo | Grupo La Tea Archivado el 7 de marzo de 2017 en Wayback Machine. |

Lista de Ganadores 2008
| Categoría                                  | Ganador                           |
| ------------------------------------------ | --------------------------------- |
| Mejor Actor de Reparto                     | Pablo Sibaja                      |
| Mejor Actriz de Reparto                    | Marcela Jarquín                   |
| Mejor Actor Protagónico                    | Stoyan Vladic                     |
| Mejor Actriz Protagónica                   | María Chávez y Alejandra Portillo |
| Mejor Grupo                                | Teatro Girasol, UCR               |
| Mejor Director                             | Manuel Ruiz                       |
| Mejor Escenografía                         | Jorge Rodríguez Iogui             |
| Premio Nacional de Teatro Mención de Honor | Hamlet García del Grupo Arketipo  |

Lista de Ganadores 2007
| Categoría                                  | Ganador                  |
| ------------------------------------------ | ------------------------ |
| Mejor Actor de Reparto                     | Johnnie Obando           |
| Mejor Actriz de Reparto                    | Andrea Catania           |
| Mejor Actor Protagónico                    | Gerardo Arce             |
| Mejor Actriz Protagónica                   | Eugenia Chaverri Fonseca |
| Mejor Grupo                                | Britt Expresivo          |
| Mejor Director                             | Alfredo Catania          |
| Mejor Escenografía                         | Pilar Quirós             |
| Premio Nacional de Teatro Mención de Honor | Toda Tierra es Tu Tierra |

Lista de Ganadores 2006
| Categoría                | Ganador                      |
| ------------------------ | ---------------------------- |
| Mejor Actor de Reparto   | Marco Guillén                |
| Mejor Actriz de Reparto  | Lilliana Biamonte Hidalgo    |
| Mejor Actor Protagónico  | Stoyan Vladich               |
| Mejor Actriz Protagónica | Gladys Catania y María Silva |
| Mejor Grupo              | Abya Yala                    |
| Mejor Director           | Jefferson Arce               |
| Mejor Escenografía       | desierto                     |

Lista de Ganadores 2005
| Categoría                | Ganador              |
| ------------------------ | -------------------- |
| Mejor Actor de Reparto   | Andrés de la Ossa    |
| Mejor Actriz de Reparto  | María Chávez         |
| Mejor Actor Protagónico  | Melvin Méndez        |
| Mejor Actriz Protagónica | Haydeè de Lev        |
| Mejor Grupo              | Teatro Universitario |
| Mejor Director           | Fernando Vinocour    |
| Mejor Escenografía       | David Vargas         |

Lista de Ganadores 2004
| Categoría                | Ganador                           |
| ------------------------ | --------------------------------- |
| Mejor Actor de Reparto   | Gustavo Rojas                     |
| Mejor Actriz de Reparto  | Anabelle Ulloa                    |
| Mejor Actor Protagónico  | Marco Martín                      |
| Mejor Actriz Protagónica | Marta Matamoros                   |
| Mejor Grupo              | Núcleo de Experimentación Teatral |
| Mejor Director           | Luis Adalberto Gómez              |
| Mejor Escenografía       | Luis Carlos Vásquez               |

Lista de Ganadores 2003
| Categoría                | Ganador                        |
| ------------------------ | ------------------------------ |
| Mejor Actor de Reparto   | Marco Vinicio Martín Salazar   |
| Mejor Actriz de Reparto  | Marcela Ugalde Casafont        |
| Actor Protagónico        | César Meléndez Espinoza        |
| Mejor Actriz Protagónica | María del Carmen Silva Piedras |
| Mejor Grupo              | Punto Cero                     |
| Mejor Director           | Mauricio Astorga Jiménez       |
| Mejor Escenografía       | Pilar Quirós Jiménez           |